# Etiopia ai Giochi della XVIII Olimpiade
L'Etiopia partecipò ai Giochi della XVIII Olimpiade, svoltisi a Tokyo dal 10 al 24 ottobre 1964, con una delegazione di 12 atleti impegnati in tre discipline: atletica leggera, ciclismo e pugilato. Portabandiera alla cerimonia di apertura fu il maratoneta Abebe Bikila, già campione olimpico a Roma 1960.
La rappresentativa etiope, alla sua terza partecipazione ai Giochi, conquistò una medaglia d'oro grazie all'impresa di Abebe Bikila che bissò la vittoria di quattro anni prima nella maratona, primo a riuscirci nella storia delle Olimpiadi.

## Medaglie
| Medaglia | Nome         | Sport            | Evento   |
| -------- | ------------ | ---------------- | -------- |
| Oro      | Abebe Bikila | Atletica leggera | Maratona |